# Viaduc de la ravine des Trois-Bassins
Das Viaduc de la ravine des Trois-Bassins ist eine Autobahnbrücke im Zuge der Route des Tamarins auf der Westseite der französischen Insel Réunion im Indischen Ozean. Sie steht in der Nähe des Ortes Les Trois-Bassins und überquert die Ravine des Trois-Bassins genannte Schlucht in einer Höhe von 70 m.
Die insgesamt 375 m lange und 22 m breite Extradosed-Brücke hat vier Fahrspuren und sehr schmale Pannenstreifen. Auf ihrem Mittelstreifen stehen die beiden typischerweise kurzen, in diesem Fall aber ungleich hohen Pylone. Die Brücke hat ein Gefälle von 3 % in Richtung Süden.
Ihre drei 48 m, 37 m und 8 m hohen Pfeiler stehen alle auf dem südlichen, etwas flacheren Hang der Schlucht, wodurch die gesamte Konfiguration der Brücke beeinflusst wird. Bei den sich daraus ergebenden Pfeilerachsabständen von 126,0 + 104,4 + 75,6 + 43,2 m (von Nord nach Süd) liegt das längste Brückenfeld nicht, wie üblich, in der Mitte, sondern an ihrem nördlichen Ende über der tiefsten Stelle der Schlucht. Als Gegengewicht gegen die aufwärts wirkenden Kräfte in diesem Feld musste im Norden an den 349,2 m langen Fahrbahnträger ein weiterer Brückenträger in einem 25,8 m langen Bauwerk angefügt werden, dessen Lager einen Abstand von 18,6 m zum ersten Brückenlager hat. Das größte Feld erfordert auch das größte Spannfeld der Schrägseile, das wiederum einen höheren Pylon als über den benachbarten Feldern erfordert. Eine weitere Besonderheit dieser Brücke sind die sich kreuzenden Schrägseile beider Pylone.
Der Fahrbahnträger besteht aus einem einzelligen Spannbeton-Hohlkasten mit leicht nach innen geneigten seitlichen Stegen. Seine Bauhöhe von 4 m erhöht sich bei den Pfeilern auf 7,0 m bzw. 5,8 m und 5,2 m. In einem zweiten Arbeitsschritt wurde der Hohlkasten erweitert auf die 22 m breite, weit auskragende Fahrbahnplatte, die von stählernen Schrägstreben gestützt wird.
Die Brücke wurde von Arcadis, Coteba und den Architekten Strates geplant und von einer Gruppe aus Eiffage, Razel und Matière zwischen 2005 und 2009 ausgeführt.